# 소이증
소이증(小耳症, microtia)은 외이가 충분히 발육되지 않는 선천성 기형의 하나이다. 완전히 발육되지 않은 외이는 무이증이라고 부른다. 소이증과 무이증의 기원이 동일하기 때문에 "소이-무이증"(microtia-anotia)이라고 부를 수 있다. 소이증은 한쪽 또는 양쪽 모두에 영향을 줄 수 있다. 소이증은 8,000-10,000명의 출생아 중 1명 꼴로 발생한다. 한쪽에만 발생하는 소이증의 경우 오른쪽 귀가 보통 영향을 받는다. 임신 중 이소트레티노인 섭취 시의 합병증으로 발생할 수 있다.

## 분류
소이증에는 네 가지 등급이 있다:
- 제I형: 완전한 외이와 비교 시 구조적으로 식별 가능할 정도로 조금 덜 발달하지만, 외이관이 존재한다.
- 제II형: 부분적으로 발육한 귀(윗부분이 충분히 발육되지 않은 것이 보통). 외이를 막아서 청각 손실이 있을 수 있다.
- 제III형: 외이의 부재. 외이관과 고막의 부재. 제III형 소이증이 가장 흔한 형태의 소이증이다.
- 제IV형: 귀가 완전히 보이지 않는 무이증.

## 치료
치료의 목적은 발육이 저하된 귀에 최적의 형성 및 기능을 제공하는 것이다.

### 청각
일반적으로 청각 테스트를 수행하여 청각의 상태를 측정한다. 처음 2주는 BAER(Brain Stem Auditory Response) 테스트로 진행이 가능하다.
5~6세에 중이에 대한 CT/CAT 스캔을 수행하면 발육 상태를 더 명확히 하고 청각 개선을 위한 수술이 적합한지를 더 확실히 알 수 있게 된다. 나이가 어린 환자에게는 진정제가 투여된다.

### 외이
외이 수술을 수행할 수 있는 나이는 선택되는 기법에 따라 다를 수 있다. Rib Cartilage Grafts 기법의 경우 가장 이른 나이대는 7세이다. 그러나 일부 의사들은 귀가 어른 크기와 가까워지는 8~10세와 같이 더 늦은 나이대까지 기다리는 것을 권고한다. 외이 인공기관의 경우 5세부터 적용이 가능하다.

## 저명한 사례
- 폴 스탠리: 키스의 보컬리스트이자 리듬 기타리스트. 오른쪽 귀에 제3형 소이증을 앓고 태어났다.